# 기타야마타역
기타야마타역(일본어: 北山田駅, きたやまたえき)은 일본 가나가와현 요코하마시 쓰즈키구에 있는 요코하마 시 교통국 그린 라인 (4호선)의 역이다. 역 번호는 G06이다. 스테이션 컬러는 거리의 남유럽 스타일을 이미지로 부각시킨 옥수수 색■이다.

## 역 구조
섬식 승강장 1면 2선의 지하역이다. 개찰구가 지하 3층, 승강장이 지하 4층에 있다. 출입구와 개찰구 외 대합실 간, 개찰구 내 대합실과 승강장 사이에 엘리베이터와 에스컬레이터가 설치되어 있다. 다기능 화장실을 병설하고 있다.

### 승강장
| 승강장 | 노선      | 행선                     |
| ------ | --------- | ------------------------ |
| 1      | 그린 라인 | 센터 기타・나카야마 방면 |
| 2      | 그린 라인 | 히요시 방면              |

- 상기 표시된 노선명은 여객 안내 상의 명칭에서 기재되고 있다.

## 역 주변
- EKINIWA
  - 요코하마 은행 기타야마다 지점
  - 세이조
- 가나가와 현도 102호 에다쓰나시마 선
- 야마다후지 공원
- 사레지오가쿠엔 중・고등 학교
- 요코하마 국제 수영장
- 도큐 버스 히가시야마타 영업소
- 요코하마 시립 히가시야마타 초등학교

## 역사
- 2008년 3월 30일: 요코하마 시영 지하철 그린 라인 개통과 동시에 영업 개시.
- 2012년 5월 1일: docomo Wi-Fi로, 무선 LAN서비스 개시.

## 사진

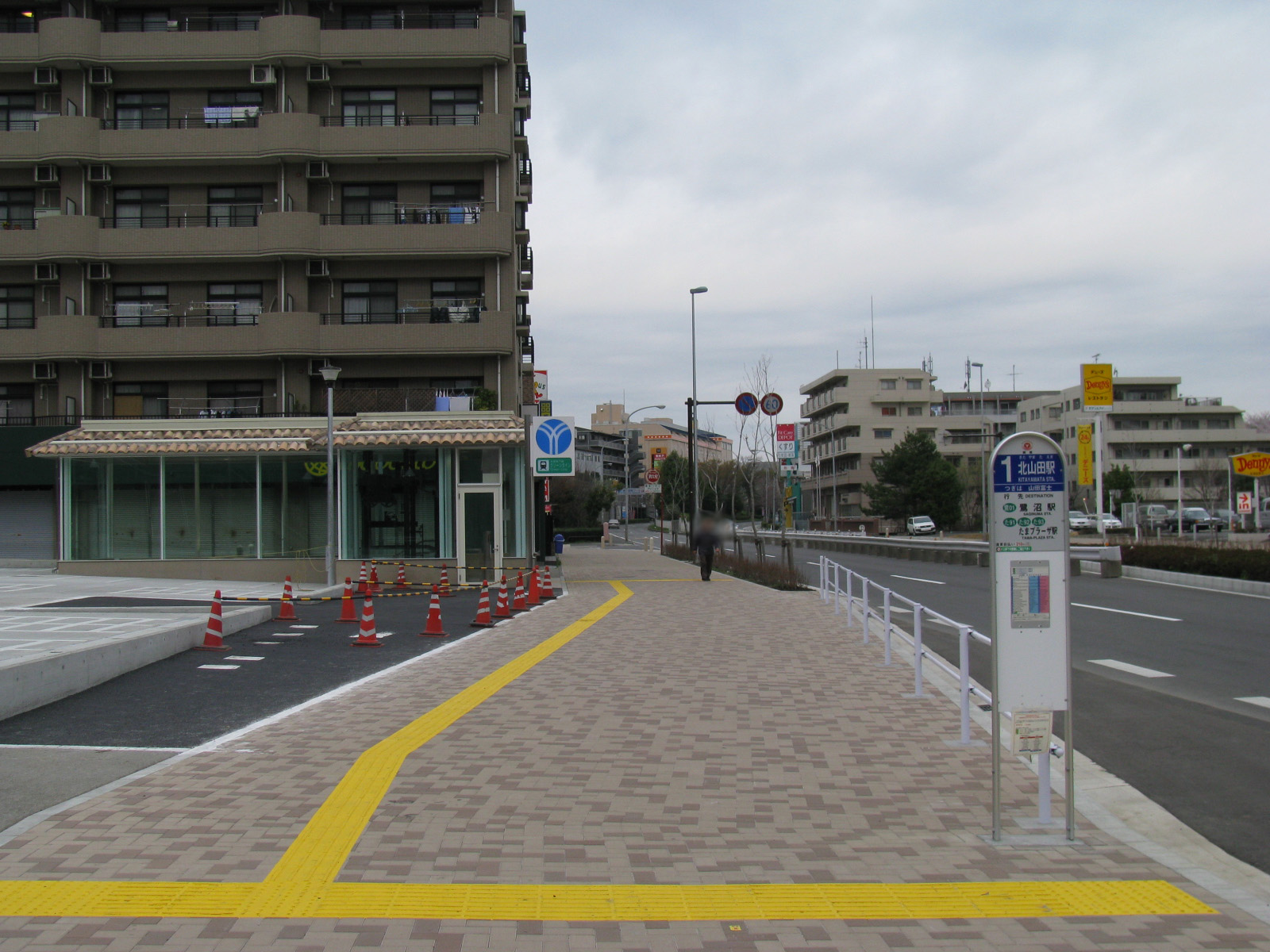
역전 광장
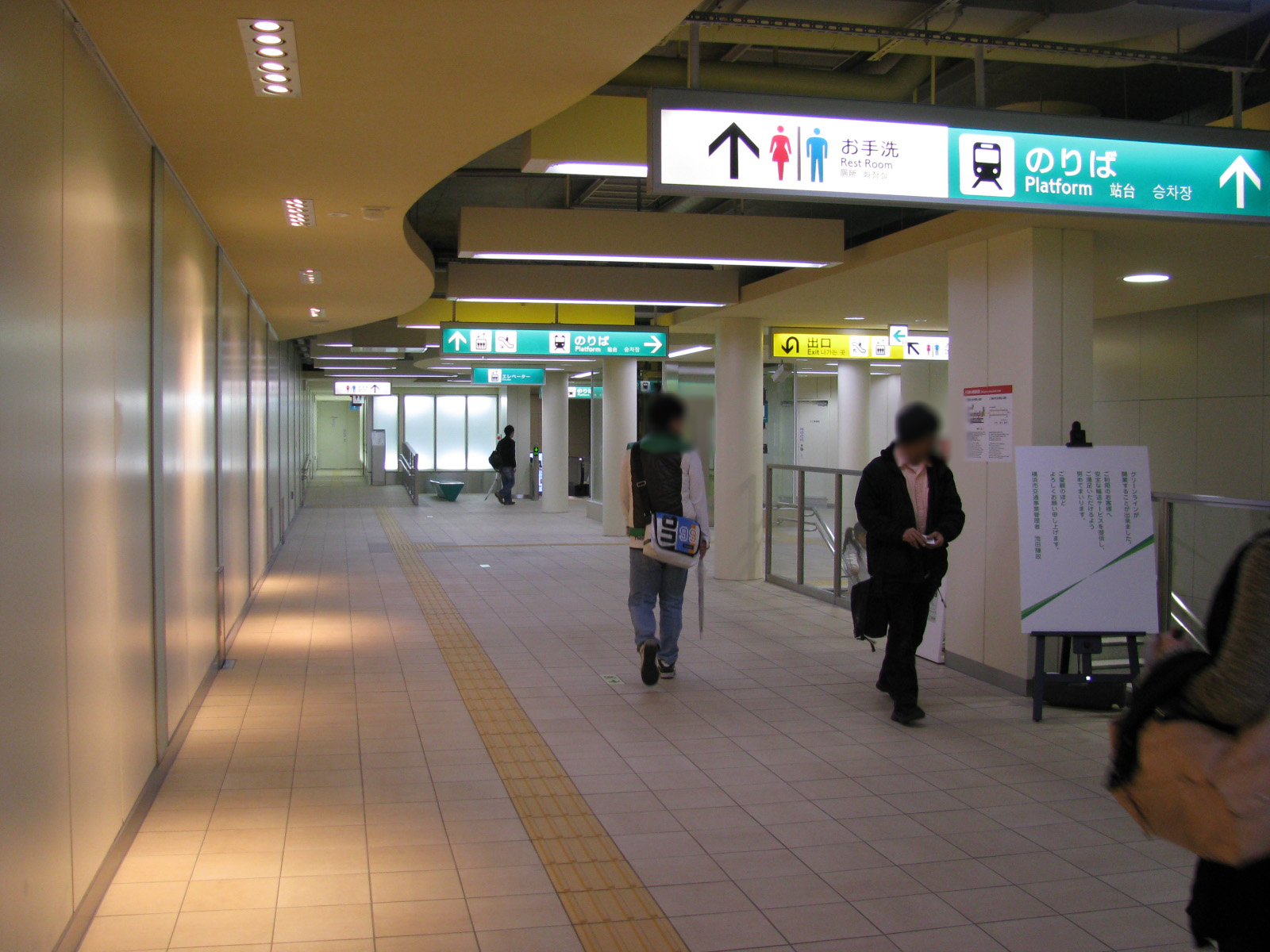
대합기실

## 인접역
| 요코하마 시 교통국 지하철 그린 라인 | 요코하마 시 교통국 지하철 그린 라인 | 요코하마 시 교통국 지하철 그린 라인 |
| ----------------------------------- | ----------------------------------- | ----------------------------------- |
| G05 센터 기타 나카야마 방면         |                                     | 히가시야마타 G07 히요시방면         |